# Antiblemma solina
Antiblemma solina är en fjärilsart som beskrevs av Stoll 1790. Antiblemma solina ingår i släktet Antiblemma och familjen nattflyn. Inga underarter finns listade i Catalogue of Life.

## Bildgalleri

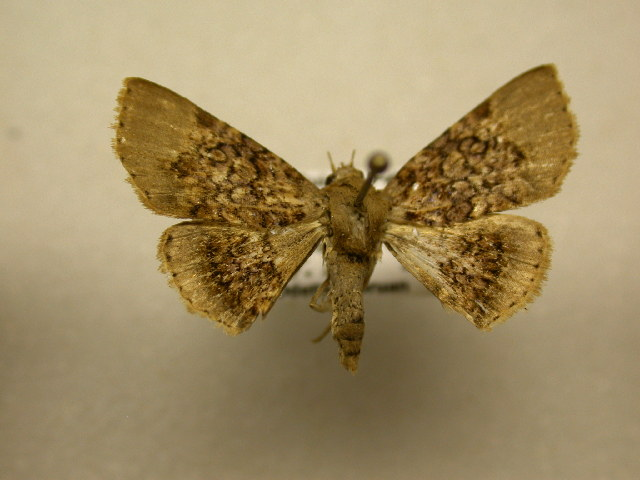
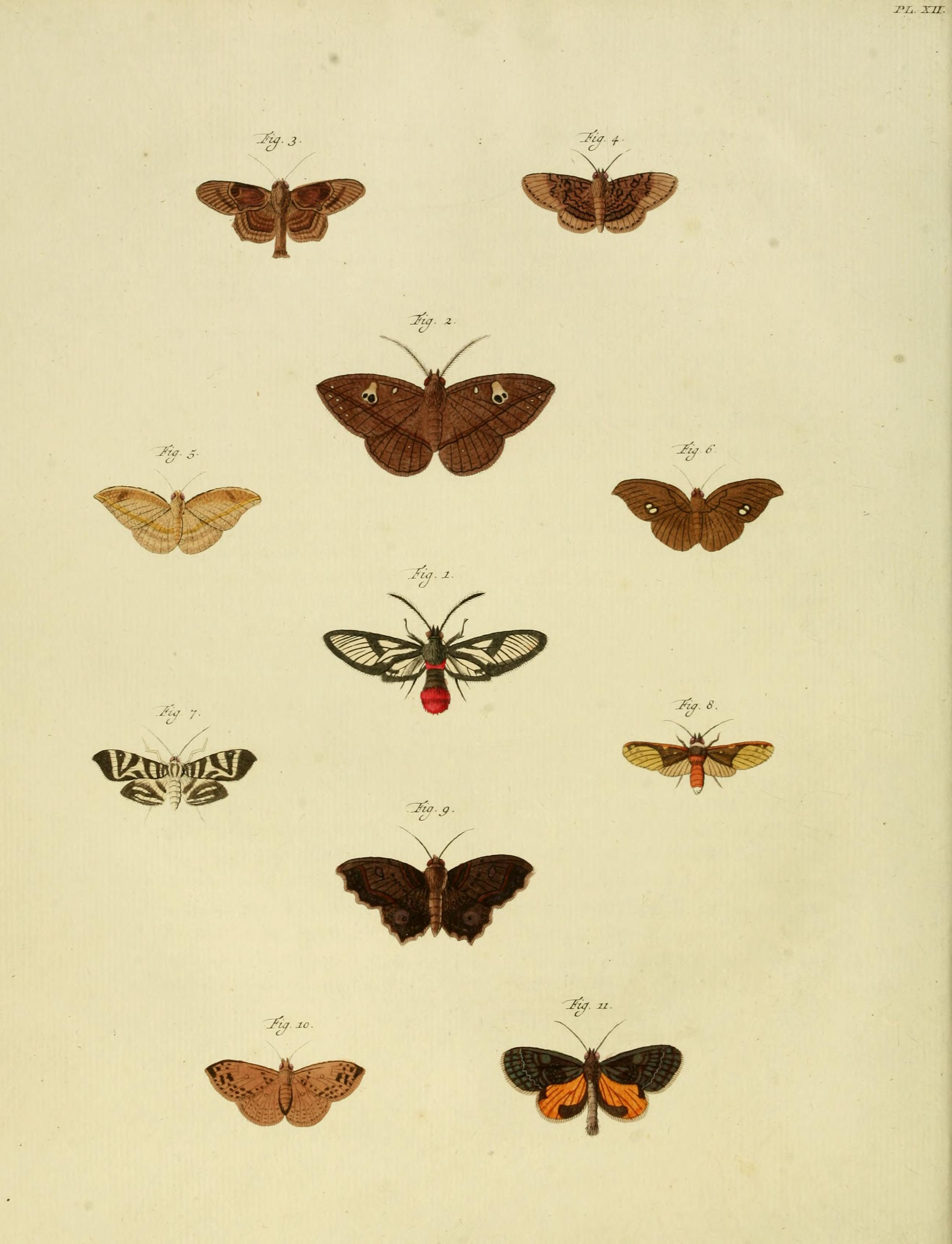